# Kingsbury (Nevada)
Kingsbury è un census-designated place (CDP) degli Stati Uniti, situato nella Contea di Douglas nello stato del Nevada. Nel censimento del 2000 la popolazione era di 2.624 abitanti.

## Geografia fisica
Secondo i rilevamenti dell'United States Census Bureau, la località di Kingsbury si estende su una superficie di 56,5 km², tutti occupati da terre.

## Popolazione
Secondo il censimento del 2000, a Kingsbury vivevano 2.624 persone, ed erano presenti 684 gruppi familiari. La densità di popolazione era di 46,5 ab./km². Nel territorio comunale si trovavano 1.925 unità edificate. Per quanto riguarda la composizione etnica degli abitanti, il 93,29% era bianco, lo 0,46% era afroamericano, lo 0,61% era nativo, il 2,13% era asiatico e lo 0,23% proveniva dall'Oceano Pacifico. L'1,56% della popolazione apparteneva ad altre razze e l'1,71% a più di una. La popolazione di ogni razza ispanica corrispondeva al 4,15% degli abitanti.
Per quanto riguarda la suddivisione della popolazione in fasce d'età, il 17,4% era al di sotto dei 18, il 6,6% fra i 18 e i 24, il 32,8% fra i 25 e i 44, il 32,4% fra i 45 e i 64, mentre infine il 10,8% era al di sopra dei 65 anni di età. L'età media della popolazione era di 42 anni. Per ogni 100 donne residenti vivevano 102,3 maschi.